# Evangelisches Gemeindehaus (Merzenich)
Das Evangelische Gemeindehaus steht im Ortsteil Merzenich der Gemeinde Merzenich im Kreis Düren (Nordrhein-Westfalen).
Das Gebäude wurde in den 1960er Jahren erbaut. Es gehört zur Evangelischen Gemeinde zu Düren. Im Gemeindehaus finden Gottesdienste statt.